# U.S. Route 96
U.S. Route 96 (ou U.S. Highway 96) é uma autoestrada dos Estados Unidos.
Faz a ligação do Sul para o Norte. A U.S. Route 96 foi construída em 1939 e tem 170 milhas (274 km).

## Principais ligações
Autoestrada 10 em Beaumont

 US 190 em Jasper